# 1609

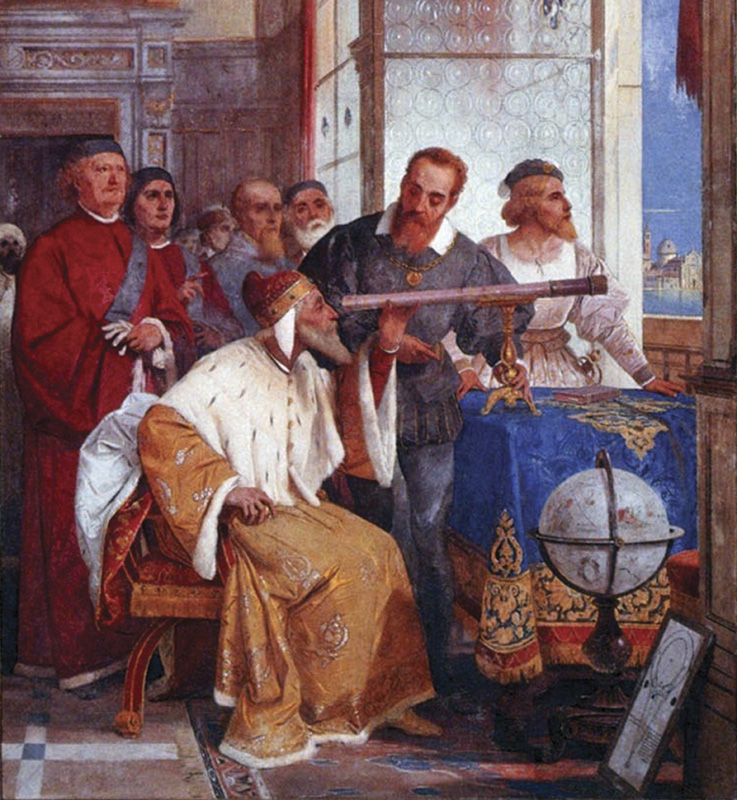
Pintura de 1858 em fresco, de Giuseppe Bertini, representando Galileo Galilei e o Doge da República de Veneza.

- Wikisource

| Calendário gregoriano                                                        | 1609 MDCIX                          |
| Ab urbe condita                                                              | 2362                                |
| Calendário arménio                                                           | 1058 – 1059                         |
| Calendário bahá'í                                                            | -235 – -234                         |
| Calendário budista                                                           | 2153                                |
| Calendário chinês                                                            | 4305 – 4306 Início a 5 de fevereiro |
| Calendário copta                                                             | 1325 – 1326                         |
| Calendário etíope                                                            | 1601 – 1602                         |
| Calendários hindus - Vikram Samvat - Calendário nacional indiano - Cáli Iuga | 1664 – 1665 1530 – 1531 4709 – 4710 |
| Calendário Holoceno                                                          | 11609                               |
| Calendário islâmico                                                          | 1018 – 1019                         |
| Calendário judaico                                                           | 5369 – 5370                         |
| Calendário persa                                                             | 987 – 988                           |
| Calendário rúnico                                                            | 1859                                |
| Calendário solar tailandês                                                   | 2152                                |

1609 (MDCIX, na numeração romana)  foi um ano comum  do século XVII do actual Calendário Gregoriano, da Era de Cristo, e a sua letra dominical foi D, teve 53 semanas, com início a uma quinta-feira terminou também em uma quinta-feira.
| Ano completo                        |
| ----------------------------------- |
| Ano comum com início à quinta-feira |

## Eventos

### Janeiro
- Inicia os Julgamentos de bruxas bascas.
- 15 de janeiro - Um dos primeiros jornais do mundo, Avisa Relation oder Zeitung começa a publicar na cidade de Volfembutel, Alemanha.
- 31 de janeiro - É estabelecido o banco de Amsterdã.

### Março
- Hugo Grócio publica Mare Liberum. Sua dissertação sobre o livre acesso internacional ao mar.

### Abril
- 4 de abril - O rei Filipe III de Espanha assina o decreto para a expulsão dos Mouriscos da Espanha.
- 5 de abril  - Invasão de Ryūkyū pelas forças japonesas do domínio feudal de Satsuma.

### Julho
- 9 de julho - O imperador Rodolfo II do Sacro Império Romano-Germânico assina a carta da majestade que garante tolerância religiosa para católicos e protestantes que vivem na Boêmia.
- 10 de julho - É fundada a Liga Católica alemã como resposta a formação da União Protestante, um ano antes.

### Agosto
- 25 de agosto - Galileu Galilei apresenta um 'telescópio' feito por si e explica o seu funcionamento ao Senado da república de Veneza.
- 28 de agosto - Henry Hudson, explorador inglês, avista a Península de Delmarva.

### Setembro
- 2 de setembro - Henry Hudson entra na Baía de Nova Iorque.
- 12 de setembro - Henry Hudson descobre o Rio Hudson.

### Outubro
- 20 de Outubro - O rei de Portugal Filipe I eleva Peniche a vila e sede de conselho.

### Data desconhecida
- Johannes Kepler publica as duas primeiras leis sobre o movimento planetário na obra Astronomia Nova.

## Nascimentos
- Luc d'Achery, um beneditino francês, (m. 1685).
- 23 de novembro - Leonor da Saxônia, condessa de Hesse-Darmstadt e duquesa da Saxônia (m. 1671).

## Mortes
- 4 de Abril - Carolus Clusius, botânico (n. 1525).
- 9 de Outubro - São João Leonardo, fundador da Ordem dos Clérigos Regulares da Mãe de Deus.
- 19 de Outubro - Jacó Armínio, teólogo holandês (n. 1560).

## Epacta e idade da Lua
| Epacta gregoriana | 24      |
| Idade da Lua      | Letra E |

## Por tema
- 1609 na ciência